# توماس جفرسون والعبودية

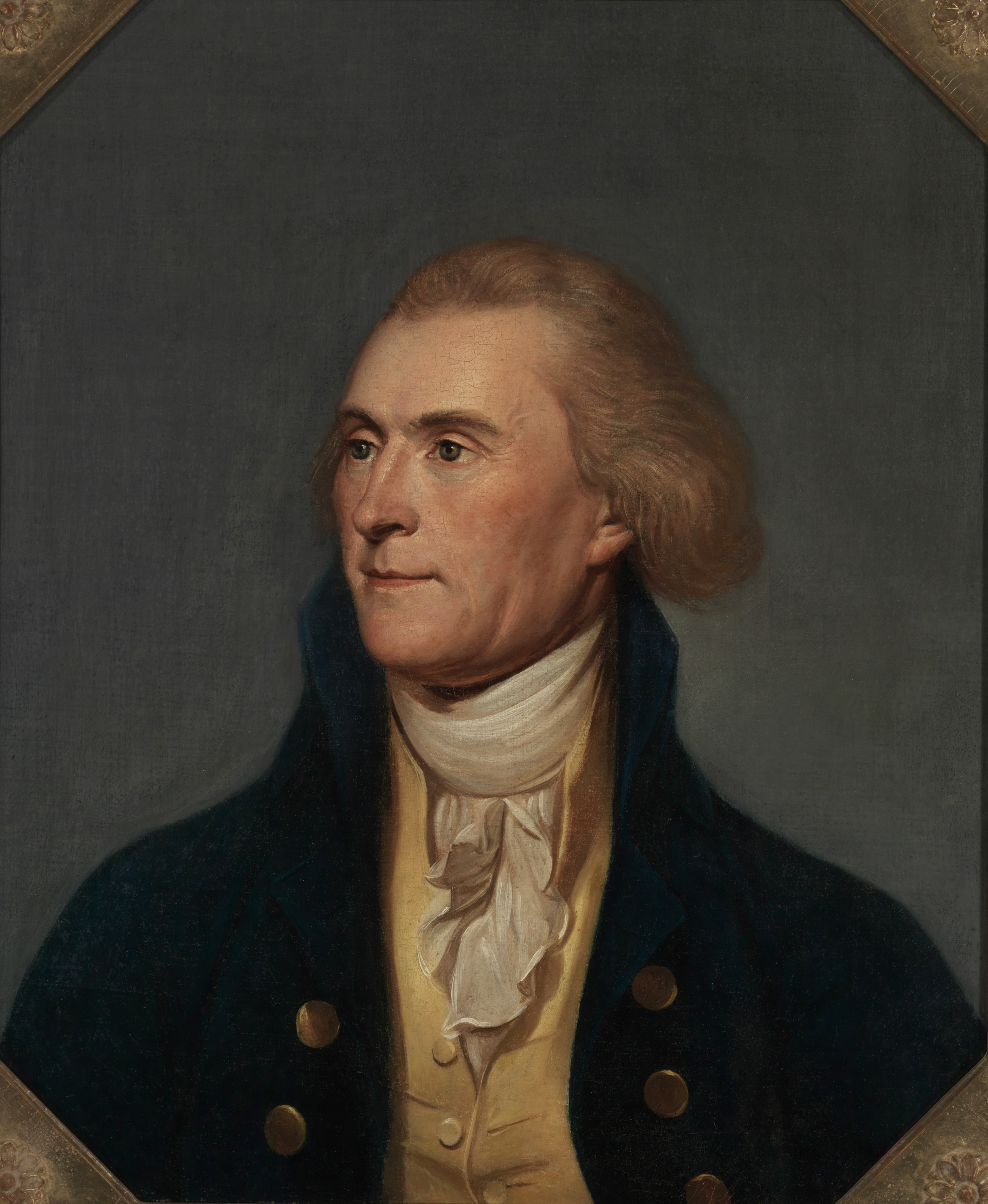
توماس جيفرسون 1791

استعبد توماس جيفرسون، الرئيس الثالث للولايات المتحدة، أكثر من 600 أمريكي من أصل أفريقي طوال حياته كبالغ. خلال حياته، حرر جفرسون اثنين من عبيده؛ أُطلق سراح سبعة آخرين بعد وفاته. أفصح جفرسون باستمرار عن معارضته لتجارة الرقيق العالمية وحظرها عندما كان رئيسًا. كان قد دعا شخصيًا في الولايات المتحدة إلى الإعتاق التدريجي وتوطين العبيد، بدلًا من الإعتاق الفوري.
توفي بيتر جفرسون عام 1757؛ قُسمت ممتلكاته بين ولديه توماس وراندولف. أصبح بعدها جون هارفي الأب وصيًا على توماس. ورث توماس نحو 5,000 فدان (2,000 هكتار؛ 7.8 ميل مربع) من الأراضي، بما في ذلك مونتيسيلو. تسلم الوصاية الكاملة على ممتلكاته في سن الحادية والعشرين. ورث جفرسون أيضًا 52 عبدًا. في عام 1768، بدأ جفرسون ببناء مزرعته في مونتيسيلو. من خلال زواجه من مارثا وايلز في عام 1772 وميراثه من والد زوجته جون وايلز، حصل جفرسون في عام 1773 على مزرعتين و135 عبدًا آخرًا. بحلول عام 1776، كان جفرسون أحد أكبر المزارعين في ولاية فرجينيا. ومع ذلك، فإن قيمة ممتلكاته (بما في ذلك الأرض والعبيد) كانت تتبدد تدريجيًا من خلال ديونه المتزايدة، فكان من الصعب جدًا عليه تحرير أي من عبيده. وفقًا للقوانين المالية المعمول بها في ذلك الوقت، كان يُنظر إلى العبيد على أنهم «ممتلكات» وبالتالي أصول مالية.
في كتاباته عن المظالم الأمريكية التي تبرر الثورة، هاجم البريطانيين لرعايتهم الاتجار بالبشر وتهريبهم إلى المستعمرات الثلاثة عشر. في عام 1778، بقيادة جفرسون، حُظر استيراد الرقيق إلى ولاية فرجينيا، وهي واحدة من أولى الولايات القضائية في جميع أنحاء العالم في قيامها بذلك. دعا جفرسون طوال حياته إلى إنهاء تجارة الرقيق عبر الأطلسي، وبصفته رئيسًا، قاد الجهود المبذولة لجعلها غير قانونية، بتوقيعه قانونًا أقره الكونغرس عام 1807، قبل وقت قصير من إصدار بريطانيا لقانون مماثل.
في عام 1779، وكحل عملي، دعم جفرسون الإعتاق التدريجي وتأهيل العبيد الأمريكيين الأفارقة وتوطينهم عوضًا عن الإعتاق الفوري، معتقدًا أن إطلاق سراح أشخاص غير مهيئين وليس لديهم مكان يذهبون إليه ولا وسيلة لإعالة أنفسهم لن يعود عليهم إلا بسوء الحظ. في عام 1784، اقترح جفرسون قانونًا فيدراليًا يحظر العبودية في الأراضي الجديدة في الشمال والجنوب بعد عام 1800، والذي فشل في تخطي الكونغرس بصوت واحد. ومع ذلك، كُتب هذا البند لاحقًا في التشريع الذي أقر الإقليم الشمالي الغربي. أعرب جفرسون في كتابه ملاحظات على ولاية فرجينيا، المنشور عام 1785، عن اعتقاده بأن العبودية تفسد السادة والعبيد على حد سواء، وأن التوطين التدريجي سيكون أفضل من الإعتاق الفوري.
يعتقد معظم المؤرخين أنه بعد وفاة زوجته مارثا، أقام جفرسون علاقة طويلة الأمد مع أختها غير الشقيقة، سالي هيمنغز، وهي عبدة في مونتيسيلو. سمح جفرسون لاثنين من أطفال سالي هيمنغز الباقين الأربعة «بالهروب»؛ حرر الاثنين الآخرين عبر وصيته. في عام 1824، اقترح جفرسون خطة وطنية لإنهاء العبودية من خلال شراء الحكومة الفيدرالية أطفال الرقيق الأمريكيين الأفارقة مقابل 12.50 دولارًا، وتربيتهم وتدريبهم على مهن الأحرار، وإرسالهم إلى دولة سانتو دومينغو. في وصيته، أطلق جفرسون أيضًا سراح ثلاثة رجال آخرين. في عام 1827، بيع العبيد المئة والثلاثون الباقين لسداد ديون ملكية جفرسون.

## السنوات الأولى (1743 – 1774)
ولد توماس جفرسون في طبقة المزارعين في «مجتمع عبودي»، كما عرّفه المؤرخ إيرا برلين، كانت فيه العبودية الوسيلة الرئيسية لإنتاج العمالة. كان توماس ابن بيتر جفرسون، أحد مالكي العبيد البارزين والمتاجرين بالأراضي في فرجينيا، وجين راندولف، سليلة طبقة النبلاء الإنجليز والاسكتلنديين. عندما بلغ جفرسون 24 عامًا، ورث 5,000 فدان (20 كم مربع) من الأراضي و52 عبدًا وماشية ومكتبة والده البارزة وطاحونة. في عام 1768، بدأ توماس جفرسون ببناء قصر كلاسيكي جديد يُعرف باسم مونتيسيلو، يطل على القرية الصغيرة لمنزله السابق في شادويل. كمحامي، مثّل جفرسون الأشخاص الملونين والبيض على حد سواء. في عام 1770، دافع عن عبد شاب خلاسي في قضية حرية، بحجة أن والدته كانت بيضاء وحرة المولد. بموجب قانون المستعمرة فإن المولود يتبع الرحم الذي جاء منه، أي أن الطفل يأخذ مكانة الأم، وبالتالي لم يكن ينبغي استعباد الرجل أبدًا. خسر الدعوى. في عام 1772، مثل جفرسون جورج مانلي، ابن امرأة حرة ملونة، رفع دعوى قضائية من أجل الحرية بعد أن احتُجز بكونه خادم ملزم بعقد مؤقت ثلاث سنوات بعد انتهاء مدة عقده. (ألزمت مستعمرة فرجينيا في ذلك الوقت الأطفال غير الشرعيين ذوي الأعراق المختلطة من أم حرة بعقود خدمة: حتى سن 31 للذكور، ومدة أقصر للإناث). حالما تحرر، عمل مانلي لدى جفرسون في مونتيسيلو بأجر. في عام 1773، بعد عام من زواج جفرسون من الأرملة الشابة مارثا وايلز سكيلتون، توفي والدها. ورثت هي وجفرسون ممتلكاته، بما في ذلك 11,000 فدان و135 عبدًا و4,000 جنيه استرليني من الديون. مع هذا الميراث، أصبح جفرسون منهمكًا مع العائلات متعددة الأعراق ومتورطًا بالعبء المالي. بكونه أرملًا، كان والد زوجته، جون وايلز، قد أخذ عبدته الخلاسية بيتي هيمنغز خليلة وأنجبت منه ستة أطفال خلال سنواته الإثني عشر الأخيرة.
جعل هؤلاء العمال الإضافيون من جفرسون ثاني أكبر مالك للعبيد في مقاطعة ألبيمارل. بالإضافة إلى ذلك، امتلك نحو 16,000 فدان من الأراضي في ولاية فرجينيا. باع بعض الأشخاص لسداد ديون ملكية وايلز. ومنذ ذلك الوقت، تولى جفرسون واجبات امتلاك العبيد والإشراف عليهم كملكية خاصة، وذلك في مونتيسيلو بالدرجة الأولى، على الرغم من أنه أنشأ مزارع أخرى في المستعمرة. دعمت العبودية حياة طبقة المزارعين في ولاية فرجينيا.
بالتعاون مع إدارة مونتيسيلو، وهو الآن موقع تاريخي عام عن حياة جفرسون، افتتحت مؤسسة سميثسونيان معرضًا بعنوان العبودية في قصر جفرسون مونتيسيلو: مفارقة الحرية (يناير – أكتوبر 2012) في المتحف الوطني للتاريخ الأمريكي في العاصمة واشنطن. قدم المعرض جفرسون على أنه مالك للعبيد وقدم أيضًا نحو 600 عبد سكن في مونتيسيلو على مدى عقود، مع التركيز على ست عائلات مستعبدة ونسلها. كان أول معرض وطني في منتزه العاصمة يتناول هذه القضايا. في فبراير 2012، افتتح قصر مونتيسيلو معرضًا خارجيًا جديدًا ذا صلة بعنوان معالم العبودية: صف أشجار التوت في مونتيسيلو، والذي «يعيد إلى الحياة قصص عشرات الأشخاص – المستعبدين والأحرار – الذين سكنوا وعملوا في مزرعة جفرسون ذات الخمسة آلاف فدان».
بعد وقت قصير من إنهاء ممارسته للمحاماة في عام 1774، كتب جفرسون عرضًا موجزًا عن حقوق أمريكا البريطانية، والذي طُرح في المؤتمر القاري الأول. جادل فيه بأن الأمريكيين يحق لهم التمتع بجميع حقوق المواطنين البريطانيين، وأدان الملك جورج لانتزاعه السلطة المحلية في المستعمرات دون وجه حق. فيما يتعلق بالعبودية، كتب جفرسون أن «إلغاء الاسترقاق المنزلي هو الغاية الأكبر في تلك المستعمرات، حيث أُدخل بكل أسف إلى دولتهم المنشأة حديثًا. ولكن قبل منح حق الانتخاب للعبيد الذين لدينا، من الضروري منع المزيد من الواردات من إفريقيا؛ ومع ذلك، فإن محاولاتنا المتكررة لتحقيق ذلك من خلال الحظر، وفرض الرسوم التي قد ترقى إلى الحظر، قد أُحبطت حتى الآن بسبب رفض صاحب الجلالة: وبهذا، مفضلًا المزايا الآنية لعدد محدود من القراصنة الأفارقة على المصالح الدائمة للولايات الأمريكية وعلى حقوق الطبيعة البشرية، التي جُرحت بشدة من جراء هذه الممارسة الشائنة».